# Национальная библиотека Новой Зеландии
Национальная библиотека Новой Зеландии (маори Te Puna Mātauranga o Aotearoa) — библиотека обязательного экземпляра Новой Зеландии, на которую возложена обязанность «обогащать культурную и экономическую жизнь Новой Зеландии и ее взаимообмен с другими странами» ( Закон о Национальной библиотеке Новой Зеландии (Te Puna Mātauranga) 2003 г. ). Согласно Закону, библиотека также должна:
- "сбор, хранение и защита документов, относящихся к Новой Зеландии, и обеспечение их доступности для всех жителей Новой Зеландии в порядке, соответствующем их статусу документального наследия и таонга; и
- "дополнение и развитие работы других библиотек Новой Зеландии; и
- «работать совместно с другими учреждениями, имеющими аналогичные цели, в том числе с теми, которые входят в международное библиотечное сообщество».

Библиотека поддерживает школы через свое бизнес-подразделение «Услуги школам», которое имеет учебные планы и консультативные отделения по всей Новой Зеландии. 
Отдел юридического депозита — это новозеландское агентство ISBN (Международный стандартный номер книги) и ISSN.
Штаб-квартира библиотеки находится недалеко от Парламента Новой Зеландии и Апелляционного суда на углу улиц Эйткен и Молесворт в Веллингтоне.

## История

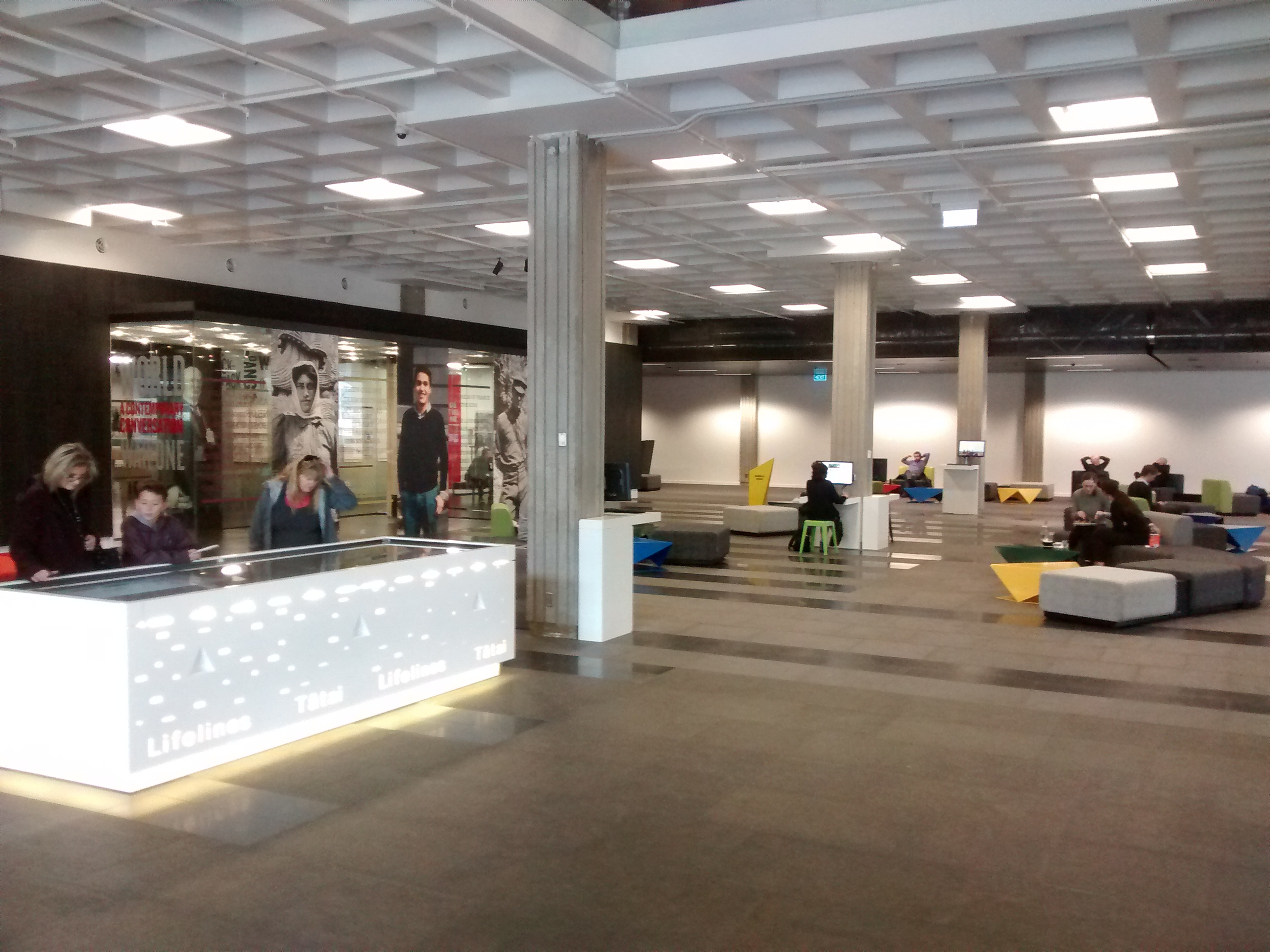
Вестибюль Национальной библиотеки

Национальная библиотека Новой Зеландии была образована в 1965 году, когда Библиотека Александра Тернбулла, Библиотека Генеральной Ассамблеи и Национальная библиотечная служба были объединены Законом о национальной библиотеке (1965). 
В 1980 году по предложению новозеландского композитора Дугласа Лилберна был создан Архив Новой Зеландии. 
В 1985 году Библиотека Генеральной Ассамблеи отделилась от Национальной библиотеки и теперь является частью Парламентской службы и известна как Парламентская библиотека. Персонал и коллекции из 14 разных мест Веллингтона были централизованы в новом здании Национальной библиотеки, официально открытом в августе 1987 года. Некоторые исследователи указывают, что  на архитектуру здания сильно повлиял дизайн мэрии Бостона , но нельзя исключать перекличку с дизайном Центральной библиотеки Бирмингема.
В 1988 году Национальная библиотека стала автономным правительственным учреждением в подчинении  Департаменту образования. В том же году Библиотека получила имя маори Те Пуна Матауранга о Аотеароа, что в переводе означает «источник знаний Новой Зеландии». 
В начале 1998 года был свернут амбициозный 8,5 долларов миллионный компьютерный проект.
Здание Национальной библиотеки должно было быть расширено и модернизировано в 2009–2011 гг.  но новое правительство значительно сократило объем работ, сократив бюджет для них и отложив начало, аргументируя озабоченность по поводу стоимости проекта и снижение доступности коллекций и помещений при проведении строительных работ.  Здание было закрыто на два года и вновь открылось в июне 2012 года, но ремонт продолжался. 
25 марта 2010 года министр государственных услуг объявил, что Архив Новой Зеландии и Национальная библиотека Новой Зеландии будут объединены в Департамент внутренних дел.
В июне 2018 года было объявлено о создании Министерской группы национальных архивных и библиотечных учреждений (NALI).  Целью группы было изучить структуру и роль Национальной библиотеки, архивов Новой Зеландии и Ngā Taonga Sound &amp; Vision, должность главного архивариуса и национального библиотекаря, а также будущее сбора, сохранения и предоставления цифрового доступа к документальным фильмам Новой Зеландии. До и после создания группа высказывались опасения по поводу того, что Национальная библиотека входит в состав Управления внутренних дел. 
В сентябре 2020 года Национальная библиотека привлекла внимание международных и местных средств массовой информации благодаря усилиям по исключению 625000 книг из своей зарубежной коллекции, чтобы сосредоточить внимание на текстах коллекций Новой Зеландии, маори и тихоокеанских островов. Книги будут предложены местным библиотекам, тюремным библиотекам и общественным группам.  

### Хе Тоху

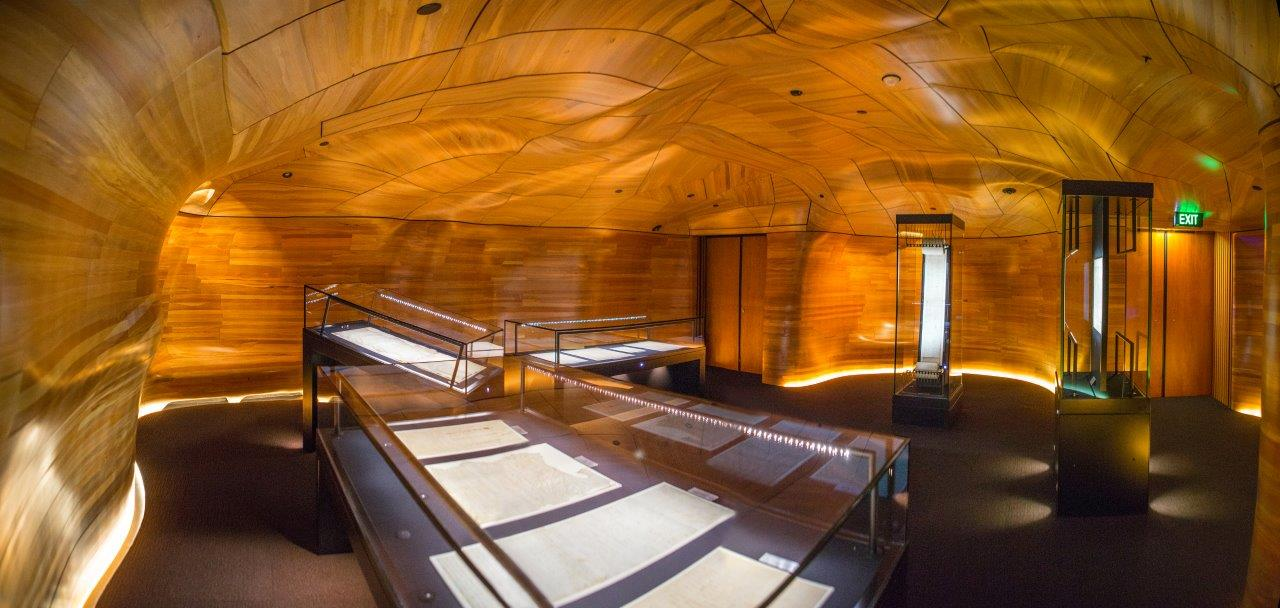
Комната документов Хе Тоху, в которой хранятся три самых знаковых конституционных документа Новой Зеландии.

На выставке Хе Тоху в библиотеке хранятся три документа национального значения:
- Те Тирити о Вайтанги ( Договор Вайтанги )
- Хе Вакапутанга (Декларация независимости объединенных племен Новой Зеландии)
- Петиция о предоставлении женщинам избирательного права (Te Petihana Whakamana Pōti Wahine).

Документы были перемещены из Архивов Новой Зеландии 22 апреля 2017 года и тщательно охраняются. 

## Коллекции

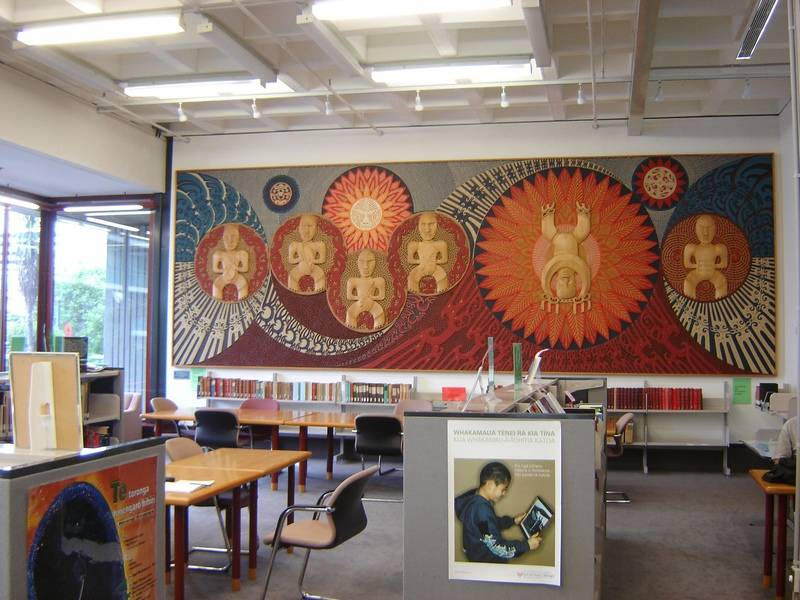
Читальный зал Национальной библиотеки [до 2009 г.], Веллингтон

Коллекции Национальной библиотеки хранятся в главном здании Веллингтона и нескольких других городов Новой Зеландии. 
В библиотеке есть три основные группы: 
общие коллекции, 
школьная коллекция
коллекции Александра Тернбулла. 
Доступ ко многим коллекциям предоставляется через цифровые продукты и онлайн-ресурсы.
Общие коллекции сосредоточены на поддержке информационных потребностей новозеландцев посредством оказания услуг отдельным лицам, школам и исследователям с помощью известных коллекций, таких как Коллекция Дороти Нил Уайт. Коллекция школ содержит книги и другие материалы для поддержки преподавания и обучения в школах Новой Зеландии.

## Библиотека Александра Тернбулла
Коллекции библиотеки Александра Тернбулла находятся в ведении Национальной библиотеки и обычно хранятся в ее здании Веллингтона.  Turnbull House, бывшая библиотека на Боуэн-стрит в центре Веллингтона, теперь находится под управлением Heritage New Zealand.  Она названа в честь Александра Тернбулла (1868–1918), который в наследство нации включил 55 000 томов нынешней коллекции. В соответствии с Законом он обязан:
- «Сохранять, защищать, развивать и делать доступными для всех жителей Новой Зеландии коллекции этой библиотеки на неограниченный срок и в соответствии с их статусом документального наследия и таонга »; а также
- «Развитие исследовательских коллекций и услуг Библиотеки Александра Тернбулла, особенно в области исследований Новой Зеландии и Тихого океана и редких книг»; а также
- «Разработать и поддерживать исчерпывающий сборник документов, касающихся Новой Зеландии и народа Новой Зеландии». [16]

Александр Тернбулл широко собирал произведения Джона Мильтона, и теперь в библиотеке есть фонды работ Милтона, которые «считаются одними из лучших в мире», и «хорошие коллекции поэтических сборников семнадцатого века и материалов Драйдена ... наряду с прекрасным комплекты литературной периодики ". 
Главными библиотекарями библиотеки Александра Тернбулла были:
- Иоганнес Карл Андерсен, 1919–1937 гг.
- Клайд Ромер Хьюз Тейлор, 1937–1963 гг.
- Джон Рис Коул, 1963–1965
- Остин Грэм Бэгнолл, 1966–1973 гг.
- Джеймс Эдвард Трое, 1973–1990 гг.
- Маргарет Колдер, 1990–2007 гг.
- Крис Секели, 2007 – настоящее время

Друзья библиотеки Тернбулла (FoTL) - это объединенное общество, которое поддерживает работу библиотеки Александра Тернбулла, организуя мероприятия, предлагая ежегодный исследовательский грант ученым, использующим ресурсы библиотеки. 
FoTL также финансирует публикацию журнала Turnbull Library Record, в котором публикуется информация о деятельности библиотеки и демонстрируются коллекции библиотеки, впервые опубликованные в 1940 году  цифровые выпуски The Turnbull Library Record доступны через Papers Past.

### Коллекции библиотеки  Александра Тернбулла
В библиотеке хранится ряд специализированных коллекций :
- Архив Новой Зеландии музыки
- Картографическая коллекция
- Рисунки, картины и гравюры
- Коллекция эфемеров
- Рукописи и архивы
- Сборник национальных газет
- Коллекция книг Новой Зеландии и Тихого океана
- Архив мультфильмов Новой Зеландии
- Музыка, звуки и аудиовизуальная коллекция
- Коллекция Сериалов
- Веб-архив Новой Зеландии
- Устная история и звук
- Фотоархив
- Редкие книги и художественная печать
- Общее собрание книг, касающихся Новой Зеландии и Тихого океана
- Именованные коллекции Тернбулла.

Неопубликованные материалы, хранящиеся в Библиотеке Тернбулла, можно найти в Тиаки.

## Услуги школам

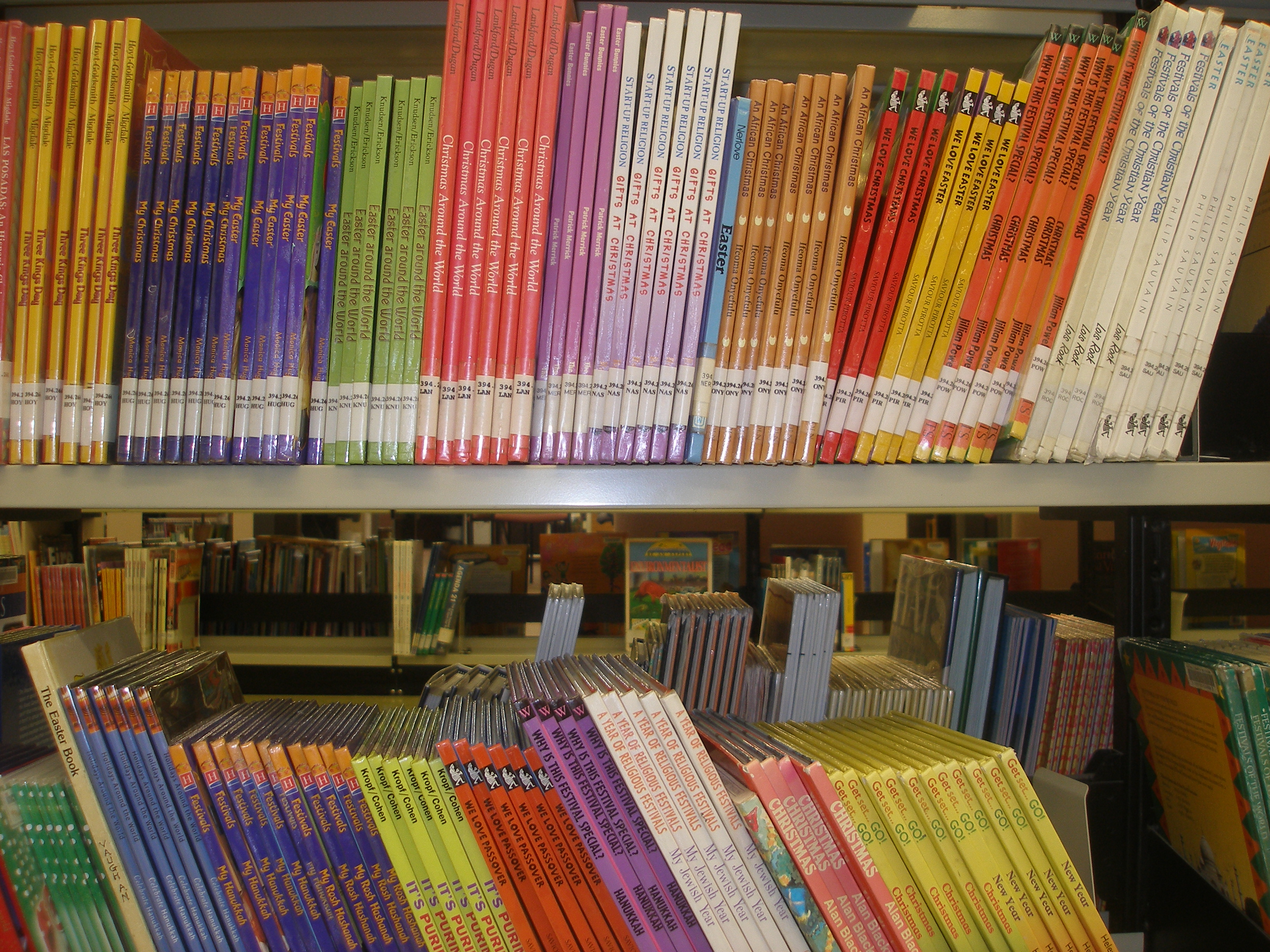
Книги в школьном собрании

Национальная библиотека оказывает поддержку школам с 1942 года, а текущая служба работает в центрах в Окленде и Крайстчерче.  Услуги школам имеют три приоритета:
- участие в чтении
- школьные библиотеки
- цифровая грамотность [20]

Школьные библиотеки могут быть в курсе последних исследований школьных библиотек и получать советы по вопросам управления, финансов и укомплектования персоналом, управления коллекциями, библиотечных систем, а также преподавания и обучения. Участие в чтении включает в себя советы по поддержке детского чтения и литературы для детей и молодежи. Цифровая грамотность поддерживает роль школьной библиотеки в развитии цифровой грамотности и исследовательского обучения . 
Другие услуги включают:
- Кредитная служба ссужает художественную и научно-популярную литературу школам и домашним педагогам.
- Учебные и учебные ресурсы предоставляют учителям и учащимся доступ к ряду баз данных и тщательно подобранных ресурсов. AnyQuestions - это онлайн-справочная служба для всех школьников Новой Зеландии.
- Профессиональная и обучающая поддержка школьных библиотекарей и преподавателей через курсы, мероприятия и онлайн-методы. [21]

## Национальный архив цифрового наследия
Национальный архив цифрового наследия, основанный в 2004 году, является партнерством Национальной библиотеки, Ex Libris и Sun Microsystems с целью разработки системы управления цифровым архивом и сохранением.  Являясь цифровым хранилищем, система гарантирует, что веб-сайты, цифровые изображения, компакт-диски, DVD-диски и другие «рожденные в цифровом виде» и оцифрованные предметы, составляющие растущие коллекции цифрового наследия Библиотеки, будут, несмотря на техническое устаревание, сохраняться и оставаться доступными для исследователей, студентов и пользователи библиотеки сейчас и в будущем.

## Веб-сайт Papers Past
Веб-сайт Papers Past, управляемый Национальной библиотекой Новой Зеландии, предоставляет бесплатный доступ к оцифрованным газетам, журналам, журналам, письмам, дневникам и парламентским газетам XIX и XX веков. Он был запущен в 2001 году. 

## Индекс Новой Зеландии
Индекс Новой Зеландии (INNZ) - это свободно доступный онлайн-индекс статей из журналов, журналов и газет, охватывающих Новую Зеландию и южную часть Тихого океана, с некоторыми ссылками на полный текст статей. 

## Национальные библиотекари
- 1964–1968: Джеффри Т. Элли
- 1969–1972: Гектор М. Макаскилл
- 1972–1975: Дэвид К. Макинтош
- 1976–1981: Мэри Ронни
- 1982–1996: Питер Г. Скотт
- 1997–2002: Кристофер Блейк
- 2003–2010: Пенни Карнаби
- 2011 – настоящее время: Билл Макнот [25] [26]

## Примечание
1. ↑  archINFORM (нем.) — 1994.
2. ↑  Catherall, Sarah (22 августа 2009). National Library: Bookworm heaven vs wow factor. The Dominion Post. p. D2. Архивировано 7 декабря 2018. Дата обращения: 30 октября 2020.
3. ↑  Our history | About the Library | National Library of New Zealand. natlib.govt.nz. Дата обращения: 8 декабря 2017. Архивировано 22 января 2019 года.
4. ↑  Gifford, Adam (19 января 1999). Library systems miss out on NZ technology. The New Zealand Herald. Архивировано 18 июня 2018. Дата обращения: 27 октября 2011.
5. ↑  $69m plan to extend National Library. Stuff. 26 мая 2008. Архивировано 4 марта 2016. Дата обращения: 30 октября 2020.
6. ↑  Concern over plans for National Library. The Dominion Post. 10 февраля 2009. Архивировано из оригинала 10 сентября 2012.
7. ↑  Hunt, Tom (6 августа 2012). National Library re-opens to researchers. The Dominion Post. Архивировано 7 августа 2012. Дата обращения: 21 октября 2012.
8. ↑  Beehive Press Release. Дата обращения: 30 октября 2020. Архивировано 20 ноября 2010 года.
9. ↑  National Archival and Library Institutions Ministerial Group – dia.govt.nz. www.dia.govt.nz. Дата обращения: 2 марта 2019. Архивировано 1 февраля 2021 года.
10. ↑  Gilling, Don. What's needed for the National Library, Turnbull and Archives (англ.). Wellington.Scoop (26 февраля 2019). Дата обращения: 2 марта 2019. Архивировано 25 ноября 2020 года.
11. ↑  Roy, Eleanor (11 сентября 2020). 'I literally weep': anguish as New Zealand's National Library culls 600,000 books. The Guardian. Архивировано 14 сентября 2020. Дата обращения: 16 сентября 2020.
12. ↑  Corlett, Eva (13 сентября 2020). National Library in middle of first major cull of international books. New Zealand Herald. Архивировано 16 сентября 2020. Дата обращения: 16 сентября 2020.
13. ↑  Treaty of Waitangi moved to new Wellington home under cover of darkness. The Dominion Post. 22 апреля 2017. Архивировано 17 ноября 2021. Дата обращения: 19 февраля 2019.
14. ↑  National Library of New Zealand (Te Puna Mātauranga o Aotearoa) Act 2003. New Zealand Legislation. Parliamentary Counsel Office. Дата обращения: 11 марта 2019. Архивировано 26 января 2021 года.
15. ↑   (Press release). {{cite press release}}: |title= пропущен или пуст (справка)
16. ↑  Purposes of Alexander Turnbull Library. New Zealand Legislation. Parliamentary Counsel Office. Дата обращения: 11 марта 2019. Архивировано 26 января 2021 года.
17. ↑  "Turnbull, Alexander Horsburgh Архивная копия от 16 октября 2012 на Wayback Machine". An Encyclopaedia of New Zealand. Edited by A.H. McLintock, originally published in 1966.
18. ↑  Oliver, Fiona. The Turnbull Library Record: Past and Future. natlib.govt.nz (4 сентября 2018). Дата обращения: 18 февраля 2019. Архивировано 16 февраля 2021 года.
19. ↑  Our work. National Library Services to Schools. Дата обращения: 28 февраля 2019. Архивировано 28 октября 2020 года.
20. ↑  Buchan, Jo (March 2018). National Library's Services to Schools helping to create readers. Library Life. 465: 26.
21. 1 2  Services to Schools. National Library Services to Schools. Дата обращения: 28 февраля 2019. Архивировано 11 марта 2017 года.
22. ↑  National Digital Heritage Archive. National Library of New Zealand. Дата обращения: 21 октября 2012. Архивировано из оригинала 23 мая 2012 года.
23. ↑  About Papers Past. Papers Past. National Library of New Zealand. Дата обращения: 9 июля 2017. Архивировано 8 октября 2020 года.
24. ↑  Index New Zealand (INNZ). National Library of New Zealand. Дата обращения: 22 октября 2019. Архивировано 9 ноября 2020 года.
25. ↑  Millen. Te Rau Herenga: a century of Library Life in Aotearoa 1910–2010. — ISBN 9780473175795.
26. ↑  Our Leadership Group. National Library of New Zealand. Дата обращения: 9 мая 2019. Архивировано 15 ноября 2020 года.

## внешняя ссылка
- Друзья библиотеки Тернбулла
- natlib.govt.nz (англ.) — официальный сайт Национальная библиотека Новой Зеландии
  - Papers Past: новозеландские статьи XIX века в Интернете
  - Сроки: изображения из Национальной библиотеки онлайн
  - Библиотека Александра Тернбулла
  - Услуги школам